# Liturgusa nubeculosa
Liturgusa nubeculosa es una especie de mantis de la familia Hymenopodidae.

## Distribución geográfica
Se encuentra en Brasil, Perú y Venezuela.